# Burning a Sinner
Burning a Sinner es el primer trabajo y sencillo de la banda Witchfinder General. Aquí se incluye al primer bajista Toss McCready, quien solo permaneció un año en la banda.

## Apariciones
- En el álbum Death Penalty, está incluida y con más calidad de audio.
- En el álbum recopilatorio Buried Amongst The Ruins se encuentra en versión de sencillo.

- Datos: Q30915783